# Mascagnia schunkei
Mascagnia schunkei är en tvåhjärtbladig växtart som beskrevs av W.R. Anderson. Mascagnia schunkei ingår i släktet Mascagnia och familjen Malpighiaceae. Inga underarter finns listade i Catalogue of Life.